# Dubrava (Ivanjica)
Dubrava (Servisch cyrillisch Дубрава) is een plaats in de Servische gemeente Ivanjica. De plaats telt 1839 inwoners (2002).